# Ernst Löfstedt
Ernst Martin Hugo Löfstedt, född 13 december 1893 i Kristianstad, död 21 oktober 1978 i Uppsala, var en svensk professor och germanist.
Ernst Löfstedt var son till fabrikören Truls Martin Löfstedt. Efter studentexamen vid Växjö högre allmänna läroverk 1912 blev han student vid Lunds universitet där han studerade engelska, tyska och nordiska språk. Löfstedt avlade filosofie kandidatexamen 1917 och filosofie licentiatexamen i tyska 1922 samt var lektor i svenska språket vid Kiels universitet 1924-1925. Hans licentiatavhandling behandlade frisiskan vilket kom att bli huvudintresset för hans forskning. Löfstedt arbetade 1925-1926 som vikarierande lärare och timlärare vid Lunds privata elementarskola, blev 1928 filosofie doktor och docent i tyska språket vid Lunds universitet. Han var 1930-1932 sekreterare i Filologiska sällskapet i Lund och 1936-1938 ordinarie lärare i modersmålet och tyska vid Lunds privata elementarskola. Löfstedt var 1937-1946 lektor i modersmålet och tyska vid Skövde högre allmänna läroverk och var samtidigt ämnessakkunnig vid granskningen av läroböcker i tyska språket 1941-1942. Under tiden i Skövde hade Löfstedt en paus i sitt forskande, men sedan han 1946 kommit till Uppsala där han 1946-1951 arbetade som lektor i tyska och engelska vid Försvarets läroverk fortsatte han sina studier inom filologin. 1946-1951 var han docent i tyska språket vid Uppsala universitet och 1951-1960 professor i samma ämne.
Ernst Löfstedt blev 1934 ledamot av Vetenskapssocieteten i Lund, 1954 ledamot av Kungliga Humanistiska Vetenskapssamfundet i Uppsala och 1955 av Kungliga Vetenskaps-Societeten i Uppsala.

### Fotnoter
1. 1 2 3 4 5 6  Svenskt biografiskt lexikon, Svenskt Biografiskt Lexikon-ID: 10055, läst: 9 oktober 2017.[källa från Wikidata]
2. ↑  Libris, Kungliga biblioteket, 14 januari 2013, Libris-URI: khw058635pm6jbj, läst: 24 augusti 2018.[källa från Wikidata]